# Helicia rigidiflora
Helicia rigidiflora är en tvåhjärtbladig växtart som beskrevs av Herman Otto Sleumer. Helicia rigidiflora ingår i släktet Helicia och familjen Proteaceae. Inga underarter finns listade i Catalogue of Life.